# A-1,3-glukan sintaza
A-1,3-glukan sintaza (EC 2.4.1.183, uridin difosfoglukoza-1,3-alfa-glukan glukoziltransferaza, 1,3-alfa-D-glukanska sintaza, UDP-glukoza:alfa-D-(1-3)-glukan 3-alfa--glukoziltransferaza) je enzim sa sistematskim imenom UDP-glukoza:alfa--(1->3)-glukan 3-alfa--glukoziltransferaza. Ovaj enzim katalizuje sledeću hemijsku reakciju
UDP-glukoza + [alfa--glukozil-(1->3)]n {\displaystyle \rightleftharpoons } UDP + [alfa--glukozil-(1->3)]n+1
Glukanski prajmer je neophodan za početak reakcije kojom se produžava glukanski lanac.

## Literatura
- Nicholas C. Price; Lewis Stevens (1999). Fundamentals of Enzymology: The Cell and Molecular Biology of Catalytic Proteins (Third изд.). USA: Oxford University Press. ISBN 019850229X.
- Eric J. Toone (2006). Advances in Enzymology and Related Areas of Molecular Biology, Protein Evolution (Volume 75 изд.). Wiley-Interscience. ISBN 0471205036.
- Branden C; Tooze J. Introduction to Protein Structure. New York, NY: Garland Publishing. ISBN 0-8153-2305-0.
- Irwin H. Segel. Enzyme Kinetics: Behavior and Analysis of Rapid Equilibrium and Steady-State Enzyme Systems (Book 44 изд.). Wiley Classics Library. ISBN 0471303097.
- William P. Jencks (1987). Catalysis in Chemistry and Enzymology. Dover Publications. ISBN 0486654605.

## Spoljašnje veze
- Alpha-1,3-glucan+synthase на 